# Сасаниди
Сасаниди су били владарска династија која је владала Сасанидским краљевством од 226. године до 651. године.

## Историја
Оснивач династије је био Ардашир I унук Сасана по коме је династија добила име. Ардашир је успјешним ратовима заузео Медију, дио Јерменије и подручја Систана и Хорасана. Његови насљедници су проширили државу до Каспијског мора и Персијског залива. Посљедњи сасанидски владар Издигерд III је убијен у бијегу пред Арапима у Хорасану 651. године.

## Владари
- Ардашир I (226—241)
- Шапур I (241—272)
- Хормизд I (272—273)
- Бахрам I (273—276)
- Бахрам II (276—293)
- Бахрам III (293)
- Нарзес (293—302)
- Хормизд II (302—310)
- Шапур II (310—379)
- Ардашир II (379—383)
- Шапур III (383—388)
- Бахрам IV (388—399)
- Јаздегерд I (399—420)
- Бахрам V (420—438)
- Јаздегерд II (438—457)
- Хормизд III (457—459)
- Пероз I (457—484)
- Балаш (484—488)
- Кавад I (прва владавина (488—496), друга владавина (498—531))
- Замасп (496—498)
- Хозроје I (531—579)
- Хормизд IV (579—590)
- Бахрам Чобин (590—591)
- Хозроје II (591—628)
- Кавад II (628)
- Ардашир III (628—630)
- Шахрбараз (630)
- Краљица Пурнадокт (630—631)
- Краљица Азармидокт (631)
- Хормизд VI (631—632)
- Јаздегерд III (632—651)